# La Trinité-de-Thouberville
La Trinité-de-Thouberville – miejscowość i gmina we Francji, w regionie Normandia, w departamencie Eure.
Według danych na rok 1990 gminę zamieszkiwały 323 osoby, a gęstość zaludnienia wynosiła 97 osób/km² (wśród 1421 gmin Górnej Normandii Trinité-de-Thouberville plasuje się na 592. miejscu pod względem liczby ludności, natomiast pod względem powierzchni na miejscu 818.).